# Світова класика бейсболу 2013 (кваліфікація)
Кваліфікаційний відбір на Світову класику бейсболу 2013 — турнір, що має статус чемпіонату світу з бейсболу і в якому беруть участь гравці з найсильніших професіональних ліг світу. 1 червня 2011 року компанія «World Baseball Classic, Inc.» оголосила про запровадження кваліфікаційного турніру для участі у Світовій класиці бейсболу 2013. У прес-релізі повідомлялося, що в ньому братимуть участь чотири команди-учасники Світової класики бейсболу та ще 12 запрошених команд.
На відміну від турнірів 2006 і 2009 років, у яких брали участь заздалегідь відібрані на розсуд організаторів 16 команд, гарантоване місце на Світовій класиці 2013 отримали лише 12 команд, які здобули хоча б одну перемогу на турнірі 2009 року. Це були збірні Австралії, Венесуели, Домініканської республіки, Італії, Китаю, Кореї, Куби, Мексики, Нідерландів, Пуерто-Рико, США і Японії. Решта команд з турніру 2009 року (Канада, Китайський Тайбей, Панама і ПАР) наприкінці 2012 року взяли участь у кваліфікаційному змаганні, на яке організатори запросили ще 12 збірних. Воно було організоване в чотирьох групах по 4 команди за системою «вибуття після двох поразок», аналогічною тій, що застосовувалася на груповому турнірі 2009 року. Переможець вирішального матчу у групі отримував право грати на Світовій класиці бейсболу 2013.
Кваліфікаціний турнір проходив у містах Джупітер (США), Регенсбург (Німеччина), Панама-Сіті (Панама), Сіньбей (Тайвань) 19–24 вересня (кваліфікаційні групи 1 і 2) та 15–18 листопада (групи 3 і 4).

## Стадіони
Для проведення матчів кваліфікації було вибрано чотири стадіони:
| Кваліфікаційна група 1 | Кваліфікаційна група 2 | Кваліфікаційна група 3      | Кваліфікаційна група 4 |
| ---------------------- | ---------------------- | --------------------------- | ---------------------- |
| Джупітер (США)         | Регенсбург (Німеччина) | Панама-Сіті (Панама)        | Сіньбей (Тайвань)      |
| Роджер Дін Стедіум     | Армін-Вольф-Арена      | Естадіо Насіональ де Панама | Сінчжуан               |
| Місткість: 6871        | Місткість: 10000       | Місткість: 27000            | Місткість: 12500       |
|                        |                        |                             |                        |

## Склад груп
Склад груп було оголошено у березні 2012 року:
| Кваліфікаційна група 1 | Кваліфікаційна група 2 | Кваліфікаційна група 3 | Кваліфікаційна група 4 |
| ---------------------- | ---------------------- | ---------------------- | ---------------------- |
| Франція                | Канада                 | Бразилія               | Китайський Тайбей      |
| Ізраїль                | Чехія                  | Колумбія               | Нова Зеландія          |
| ПАР                    | Німеччина              | Нікарагуа              | Філіппіни              |
| Іспанія                | Велика Британія        | Панама                 | Таїланд                |

## Гравці
За правилами Світової класики гравцеві було необов'язково мати паспорт громадянина країни, яку він представляє. Наприклад, гравці, які є громадянами США, можуть виступати за збірну країни, у якій народилися або у якій народився один з їхніх батьків згідно з свідоцтвом про народження.
Матчі кваліфікаційних груп 1 і 2 проходили у вересні, коли ще триває сезон у ВЛБ, тому найсильніші гравців не могли виступати за свої збірні. В той же час, у складах було багато перспективних гравців, які вже були вибрані на драфті, грали у структурі команд ВЛБ в нижчих лігах і входили до переліків 20 найбільш перспективних гравців команди станом на 2012 рік (англ. TOP-20 prospects). У складі збірної Ізраїлю було 2 таких гравці, по 1 у складах збірних ПАР, Великох Британії і Німеччини.

## Кваліфікаційний раунд

### Кваліфікаційна група 1
|                 |       |                  |         |           |         |    |            |         |
| Дата            | Час   | Місце проведення |         | Результат |         | Ін | Тривалість | Глядачі |
| 19 вересня 2012 | 19:00 | Джупітер         | Ізраїль | 7:3       | ПАР     |    | 3:16       | 1581    |
| 20 вересня 2012 | 19:00 | Джупітер         | Франція | 0:8       | Іспанія |    | 2:51       | 975     |
| 21 вересня 2012 | 13:00 | Джупітер         | Ізраїль | 4:2       | Іспанія |    | 2:43       | 814     |
| 21 вересня 2012 | 19:00 | Джупітер         | ПАР     | 5:2       | Франція | 11 | 3:57       | 922     |
| 22 вересня 2012 | 19:00 | Джупітер         | Іспанія | 13:3      | ПАР     |    | 3:11       | 1183    |
| 23 вересня 2012 | 17:00 | Джупітер         | Іспанія | 9:7       | Ізраїль | 10 | 4:50       | 4463    |

| Переможець |
| Іспанія    |

### Кваліфікаційна група 2
|                 |       |                  |                 |           |                 |    |            |         |
| Дата            | Час   | Місце проведення |                 | Результат |                 | Ін | Тривалість | Глядачі |
| 20 вересня 2012 | 19:00 | Регенсбург       | Велика Британія | 1:11      | Канада          | 7  | 2:28       | 3704    |
| 21 вересня 2012 | 19:00 | Регенсбург       | Чехія           | 1:16      | Німеччина       | 6  | 2:15       | 3019    |
| 22 вересня 2012 | 13:00 | Регенсбург       | Велика Британія | 12:5      | Чехія           |    | 3:10       | 1806    |
| 22 вересня 2012 | 19:00 | Регенсбург       | Канада          | 16:7      | Німеччина       |    | 4:00       | 4085    |
| 23 вересня 2012 | 14:00 | Регенсбург       | Німеччина       | 16:1      | Велика Британія | 7  | 2:35       | 1452    |
| 24 вересня 2012 | 19:00 | Регенсбург       | Німеччина       | 1:11      | Канада          | 8  | 2:33       | 3120    |

| Переможець |
| Канада     |

### Кваліфікаційна група 3
|                   |       |                  |           |           |          |    |            |         |
| Дата              | Час   | Місце проведення |           | Результат |          | Ін | Тривалість | Глядачі |
| 15 листопада 2012 | 20:00 | Панама-Сіті      | Бразилія  | 3:2       | Панама   |    | 3:23       | 13728   |
| 16 листопада 2012 | 20:00 | Панама-Сіті      | Нікарагуа | 1:8       | Колумбія |    | 3:31       | 4028    |
| 17 листопада 2012 | 14:00 | Панама-Сіті      | Колумбія  | 1:7       | Бразилія |    | 3:33       | 2952    |
| 17 листопада 2012 | 20:00 | Панама-Сіті      | Нікарагуа | 2:6       | Панама   |    | 3:46       | 8531    |
| 18 листопада 2012 | 19:00 | Панама-Сіті      | Панама    | 9:7       | Колумбія |    | 3:30       | 5317    |
| 19 листопада 2012 | 20:00 | Панама-Сіті      | Панама    | 0:1       | Бразилія |    | 2:38       | 10638   |

| Переможець |
| Бразилія   |

### Кваліфікаційна група 4
|                   |       |                  |                   |           |                   |    |            |         |
| Дата              | Час   | Місце проведення |                   | Результат |                   | Ін | Тривалість | Глядачі |
| 15 листопада 2012 | 11:30 | Сіньбей          | Філіппіни         | 8:2       | Таїланд           |    | 3:10       | 923     |
| 15 листопада 2012 | 18:30 | Сіньбей          | Нова Зеландія     | 0:10      | Китайський Тайбей | 7  | 2:29       | 9788    |
| 16 листопада 2012 | 11:30 | Сіньбей          | Нова Зеландія     | 12:2      | Таїланд           | 8  | 3:05       | 1168    |
| 16 листопада 2012 | 18:30 | Сіньбей          | Китайський Тайбей | 16:0      | Філіппіни         | 7  | 2:56       | 10911   |
| 17 листопада 2012 | 14:00 | Сіньбей          | Нова Зеландія     | 10:6      | Філіппіни         |    | 3:13       | 503     |
| 18 листопада 2012 | 14:00 | Сіньбей          | Нова Зеландія     | 0:9       | Китайський Тайбей |    | 3:31       | 8163    |

| Переможець        |
| Китайський Тайбей |